# ميغيل فلوريس (ملاكم)
ميغيل فلوريس (بالإنجليزية: Miguel Flores)‏ مواليد 7 يوليو 1992 في هيوستن، هو ملاكم محترف أمريكي يصنف ضمن فئة وزن الريشة.

## إحصائيات
خاض خلال مسيرته 21 نزالا، فاز في 21 ولم يتعادل ولم يخسر. فاز بالضربة القاضية في 9 نزالات.

## روابط خارجية
- ميغيل فلوريس على موقع بوكس ريك (الإنجليزية) (registration required)